# Hatu-Hou
Hatu-Hou (Fatuhou) ist eine osttimoresische Aldeia im Suco Leorema (Verwaltungsamt Bazartete, Gemeinde Liquiçá). 2015 lebten in der Aldeia 39 Menschen. Zwischenzeitlich gab es eine Neustrukturierung der administrativen Grenzen, sodass die Bevölkerung heute deutlich höher sein dürfte.

## Geographie
Hatu-Hou liegt im Südwesten des Sucos Leorema. Nordöstlich befindet sich die Aldeia Baura und östlich die Aldeia Ergoa. Im Westen grenzt Hatu-Hou an das Verwaltungsamt Liquiçá mit seinen Sucos Darulete und Açumanu und im Süden an das zur Gemeinde Ermera gehörende Verwaltungsamt Ermera mit seinem Suco Ponilala.
Auf einem Bergrücken im Norden liegt das Dorf Hatu-Hou. Straßen führen nach Ost und West entlang des Bergrückens. Nach Süden fällt das Land vom Ort Hatu-Hou von 1101 m, innerhalb von etwa zwei Kilometern, hinab auf unter 500 m, bis zum Lauf des Gleno, eines Nebenflusses des Lóis. Der Fluss bildet die Grenze zu Ermera.

## Politik
2023 wurde Marcal dos Santos zum Chefe de Aldeia gewählt.